# Cloeon simile
Espèce
Cloeon simile est une espèce d'insectes de l'ordre des éphéméroptères (éphémères).

## Caractéristiques physiques
- Nymphe : de 7 à 9 mm pour le corps
- Imago :
  - Corps : de 8 à 8 mm
  - Cerques : ♂ 12 à 14 mm, ♀ 10 à 12 mm
  - Ailes : de 7 à 9 mm

## Éclosion
L’éclosion se déroule de mai à octobre, surtout en Europe du Sud, tout particulièrement en juillet et août sur les lacs et rivières de seconde catégorie.